# دادگاه استیناف حوزه هفتم ایالات متحده آمریکا
دادگاه استیناف حوزه هفتم ایالات متحده آمریکا (United States Court of Appeals for the Seventh Circuit) نام یک دادگاه فدرال است که بالاتر از دادگاه‌های ناحیه در ایالات متحده آمریکا بوده و ایالات زیر را پوشش می‌دهد:
- ویسکانسین
- ایندیانا
- ایلینوی

## اعضا
در سال ۲۰۱۰ ترکیب این دادگاه به قرار زیر بود:
| #  | Judge                 | Duty station         | Born            | Appointed       | Chief           | Appointed by     |
| -- | --------------------- | -------------------- | --------------- | --------------- | --------------- | ---------------- |
| ۴۴ | Frank H. Easterbrook  | شیکاگو، ایلینوی      | ۱۹۴۸            | ۱۹۸۵–اکنون      | ۲۰۰۶–اکنون      | ریگان            |
| ۴۱ | ریچارد پوزنر          | شیکاگو، ایلینوی      | ۱۹۳۹            | ۱۹۸۱–اکنون      | ۱۹۹۳–۲۰۰۰       | ریگان            |
| ۴۳ | Joel Martin Flaum     | شیکاگو، ایلینوی      | ۱۹۳۶            | ۱۹۸۳–اکنون      | ۲۰۰۰–۲۰۰۶       | ریگان            |
| ۴۷ | Michael Stephen Kanne | لفیت، ایندیانا       | ۱۹۳۸            | ۱۹۸۷–اکنون      | ——              | ریگان            |
| ۴۸ | Ilana Rovner          | شیکاگو، ایلینوی      | ۱۹۳۸            | ۱۹۹۲–اکنون      | ——              | G.H.W. Bush      |
| ۴۹ | Diane Pamela Wood     | شیکاگو، ایلینوی      | ۱۹۵۰            | ۱۹۹۵–اکنون      | ——              | کلینتون          |
| ۵۱ | Ann Claire Williams   | شیکاگو، ایلینوی      | ۱۹۴۹            | ۱۹۹۹–اکنون      | ——              | کلینتون          |
| ۵۲ | Diane S. Sykes        | میلواکی، ویسکانسین   | ۱۹۵۷            | ۲۰۰۴–اکنون      | ——              | جی. دابلیو. ب. ش |
| ۵۳ | John Daniel Tinder    | Indianapolis, IN     | ۱۹۵۰            | ۲۰۰۷–اکنون      | ——              | جی. دابلیو. بوش  |
| ۵۴ | David F. Hamilton     | بلومینگتون، ایندیانا | ۱۹۵۷            | ۲۰۰۹–اکنون      | ——              | اوباما           |
| —  | Vacant (seat 9)       | Vacant (seat 9)      | Vacant (seat 9) | Vacant (seat 9) | Vacant (seat 9) | Vacant (seat 9)  |